# شفيهة
الشَفِيْهة هي شكل من أشكال ثقب الجسد. حرفياً، هي أي نوع من الحلي التي تعلق على الشفة. ومع ذلك، يشير المصطلح عادة إلى ثقب أسفل الشفة السفلية وفوق الذقن.

## روابط خارجية
- BMEZine: Lip Piercing
- BMEZine: Labret Piercing
- BMEZine: Labret Stud
- Plughog.com: Labret Stretching Guide